# Franciszek Jan Leśniowolski
Franciszek Jan Leśniowolski herbu Kolumna (zm. w 1653 roku) – starosta brański w latach 1646-1653.
W 1648 roku był elektorem Jana II Kazimierza Wazy z województwa podlaskiego.